# Tout sauf toi
Pour plus de détails, voir Fiche technique et Distribution.
Tout sauf toi ou N'importe qui sauf toi au Québec (Anyone but You) est un film américain réalisé par Will Gluck et sorti en 2023. Le réalisateur coécrit avec Ilana Wolpert le scénario, inspiré de la pièce Beaucoup de bruit pour rien de William Shakespeare.

## Synopsis
À la suite d'un quiproquo, Bea et Ben se détestent.
Alors qu'ils pensent ne plus jamais avoir à se côtoyer, ils se retrouvent six mois plus tard : Halle, l'aînée de Bea, sort avec Claudia, la sœur de Pete, lequel se trouve être l'ami… de Ben. Les retrouvailles s'avèrent explosives et la confrontation est loin d'être finie ! En effet, quelque temps après, Halle et Claudia planifient leur mariage à Sydney.
Réunis malgré eux en Australie, Ben et Bea décident de passer un pacte : jouer les couples parfaits durant leur séjour, ce qui évitera à Bea de supporter son ex Jonathan et permettra à Ben de renouer avec la belle Margaret.
Bien sûr, rien ne va se passer comme prévu !

## Fiche technique
Sauf indication contraire, les informations mentionnées dans cette section peuvent être confirmées par la base de données cinématographiques IMDb,  présente dans la section « Liens externes ».
- Titre français : Tout sauf toi
- Titre québécois : N'importe qui sauf toi
- Titre original : Anyone but You
- Réalisation : Will Gluck
- Scénario : Ilana Wolpert et Will Gluck
- Musique : Chris Stracey et Este Haim
- Photographie : Danny Ruhlmann
- Montage : Tia Nolan
- Production : Will Gluck, Joe Roth, Jeff Kirschenbaum
- Sociétés de production : Columbia Pictures, Roth/Kirschenbaum Films, SK Global, Fifty-Fifty Films, Olive Bridge Entertainment
- Sociétés de distribution : Sony Pictures Releasing (États-Unis), Sony Pictures Releasing France (France)
- Budget : 25 millions $[1]
- Genre : comédie romantique
- Durée : 103 minutes
- Dates de sortie :
  - États-Unis, Canada : 22 décembre 2023
  - France : 24 janvier 2024[2]

## Distribution
- Glen Powell (VF : Julien Allouf ; VQ : Alexis Lefebvre) : Ben
- Sydney Sweeney (VF : Lou Howard ; VQ : Stéfanie Dolan) : Béatrice "Béa" Messina
- Hadley Robinson (en) (VF : Emmylou Homs ; VQ : Kim Jalabert) : Halle, la soeur de Bea
- Alexandra Shipp (VF : Aurélie Konaté ; VQ : Naïla Louidort) : Claudia
- GaTa (en) (VF : Diouc Koma ; VQ : Patrick Emmanuel Abellard) : Pete, le demi frère de Claudia
- Bryan Brown (VF : Hervé Bellon ; VQ : Sébastien Dhavernas) : Roger, le père de Claudia et beau père de Pete
- Michelle Hurd (VF : Virginie Emane ; VQ : Dominique Quesnel) : Carol, la mère de Claudia et Pete
- Dermot Mulroney (VF : Guillaume Orsat ; VQ : Daniel Picard) : Leo, le père de Bea et Halle
- Rachel Griffiths (VF : Anne Massoteau ; VQ : Natalie Hamel-Roy) : Innie, la mère de Bea et Halle
- Darren Barnet (VF : Gauthier Battoue ; VQ : Dany Boudreault) : Jonathan
- Charlee Fraser (en) (VF : Laure Filiu ; VQ : Julie Carrier-Prévost) : Margaret
- Joe Davidson[3] (VF : Martin Faliu ; VQ : Maxime Desjardins) : Beau

 Source et légende : version française (VF) sur RS Doublage et carton cinématographique du doublage français ; version québécoise (VQ) sur Doublage.qc.ca

## Production

### Genèse
La trame s'inspire de la pièce Beaucoup de bruit pour rien de William Shakespeare. Les scénaristes Ilana Wolpert et Will Gluck placent l'intrigue en Australie, dans un contexte contemporain. Le couple phare, Béatrice et Bénédict, est renommé ici Bea et Ben.
Plusieurs hommages sont rendus au Barde d'Avon durant le long-métrage : la citation « Here's much to do with hate, but more to do with love » (« Ici on a beaucoup à faire avec la haine, mais plus encore avec l'amour »), issue de Roméo et Juliette, figure en tag au début du film ; certains personnages, objets ou panneaux citent directement des répliques de la pièce originale ; lorsque le père de Halle et Bea porte un toast aux mariées, il s'écrit en italien Abbondanza ! (Abondance !), un clin d'œil à la Sicile où se déroule Beaucoup de bruit pour rien.

### Attribution des rôles
Il est annoncé en janvier 2023 que Sydney Sweeney et Glen Powell ont été choisis pour jouer dans une comédie romantique dont le titre n'est pas encore communiqué mais qui sera réalisée par Will Gluck. Alexandra Shipp, Michelle Hurd, Bryan Brown, Darren Barnet et Hadley Robinson rejoignent la distribution en février,. Dermot Mulroney, Rachel Griffiths et GaTa sont annoncés le mois suivant,.

### Tournage
Le tournage débute en Nouvelle-Galles du Sud en février 2023. Il se poursuit à Sydney en mars 2023.
En mai, le titre du film est révélé : Anyone but You.

## Sortie et accueil

### Date de sortie
Le film sort aux États-Unis le 22 décembre 2023, après avoir été repoussé de la date de sortie initialement évoquée du 15 décembre.

### Réception
Si le long-métrage reçoit un accueil critique mitigé, il est un succès public indéniable : fin janvier, il dépasse les 125 millions de dollars au box-office.
En France, depuis sa sortie au cinéma le 24 janvier 2024, le film cumule 609 853 entrées.
La popularité du film remet en outre un titre de Natasha Bedingfield sorti en 2004, Unwritten, à la mode : la chanson est notamment partagée près de 100 000 fois sur le réseau social TikTok.